# Gonia picea
Gonia picea är en tvåvingeart som först beskrevs av Jean-Baptiste Robineau-Desvoidy 1830.  Gonia picea ingår i släktet Gonia och familjen parasitflugor. Arten är reproducerande i Sverige. Inga underarter finns listade i Catalogue of Life.

## Bildgalleri

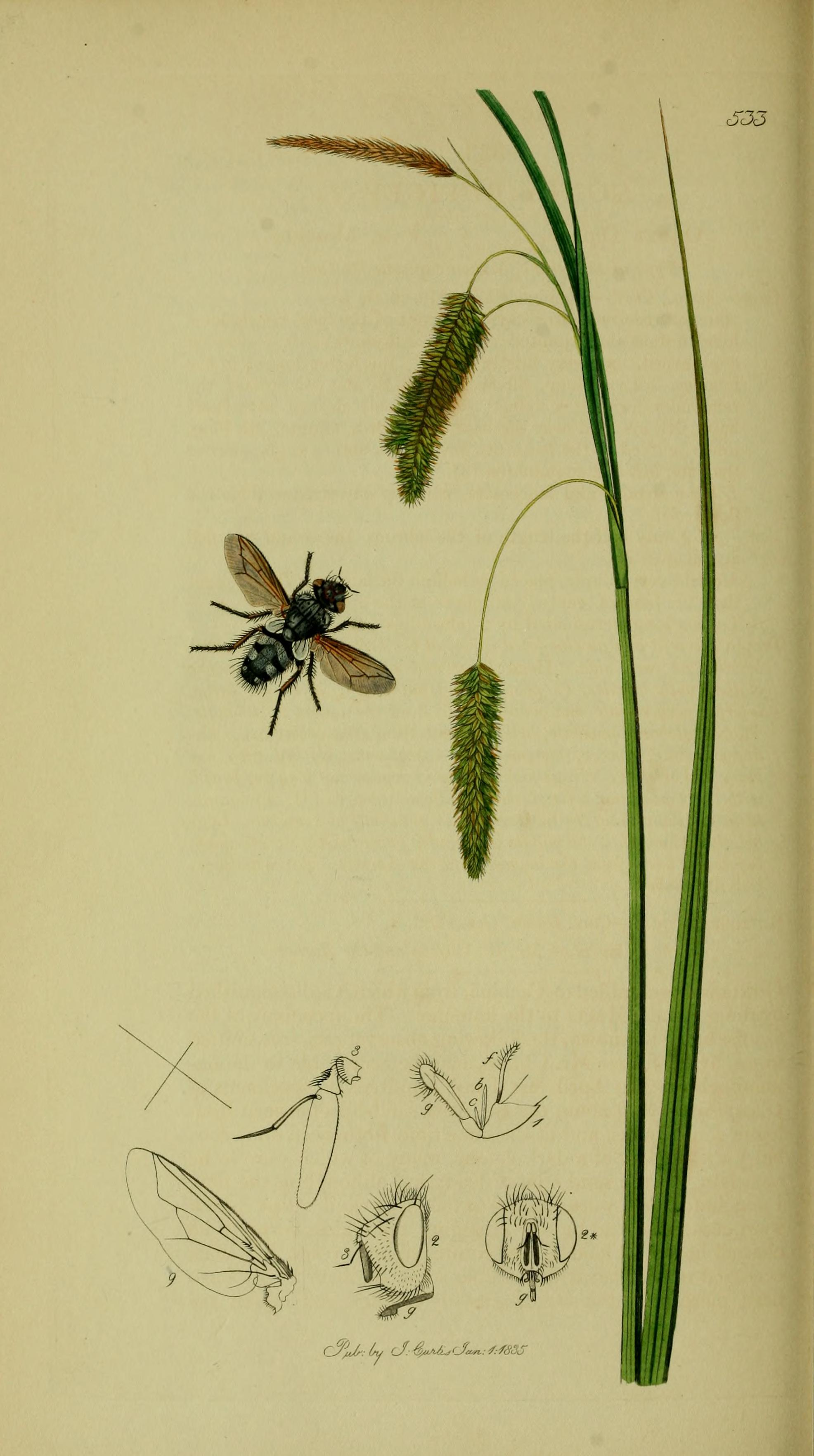